# Tobing Tinggi Hr
Tobing Tinggi Hr is een bestuurslaag in het regentschap Padang Lawas van de provincie Noord-Sumatra, Indonesië. Tobing Tinggi Hr telt 408 inwoners (volkstelling 2010).